# Комарецька Любов Василівна
Комарецька Любов Василівна — українська актриса театру і кіно. Заслужена артистка УРСР (1951).
Народ. 8 вересня 1897 р. у с. Ждани Полтавської обл. Закінчила Київський музично-драматичний інститут ім. М. В. Лисенка (1923).
Працювала У театрах Одеси, Вінниці, Кам'янця-Подільського, Житомира, а в 1930—1960 рр. — у Київському українському драматичному театрі ім. І.Франка.
Грала у фільмах: «В степах України» (1952, Палажка), «Украдене щастя» (1952, Настя), «Зірки на крилах» (1955, епіз.), «Лимерівна» (1955, Оришка), «Гроза над полями» (1958, мати Якова), «Партизанська іскра» (1958, мати), «Якщо любиш...» (1959, епіз.), «Люди моєї долини» (1960, епіз.), «З днем народження» (1961, епіз.), «Гадюка» (1965, Фуркіна), «Бур'ян» (1966, епіз.), «Назад дороги немає» (1970), «Де ви, лицарі?» (1971), «Дума про Ковпака» (1976), «Весь світ в очах твоїх...» (1977, бабуся), «Підпільний обком діє» (1978, епіз.) та ін.
Померла 31 травня 1987 р. в Києві.